# مسييه 65

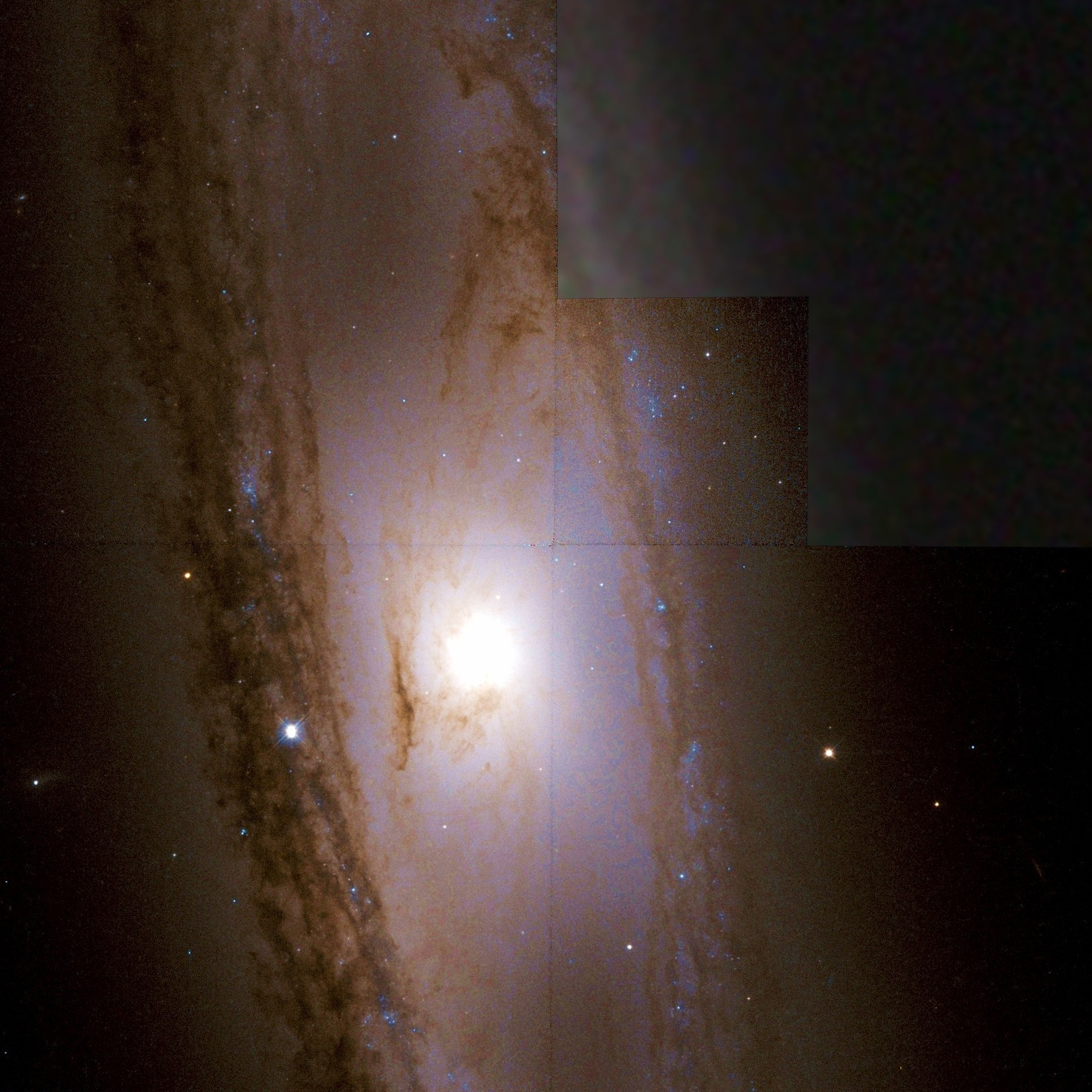
صورة لمجرة مسييه 65 التقطت بتلسكوب هابل.

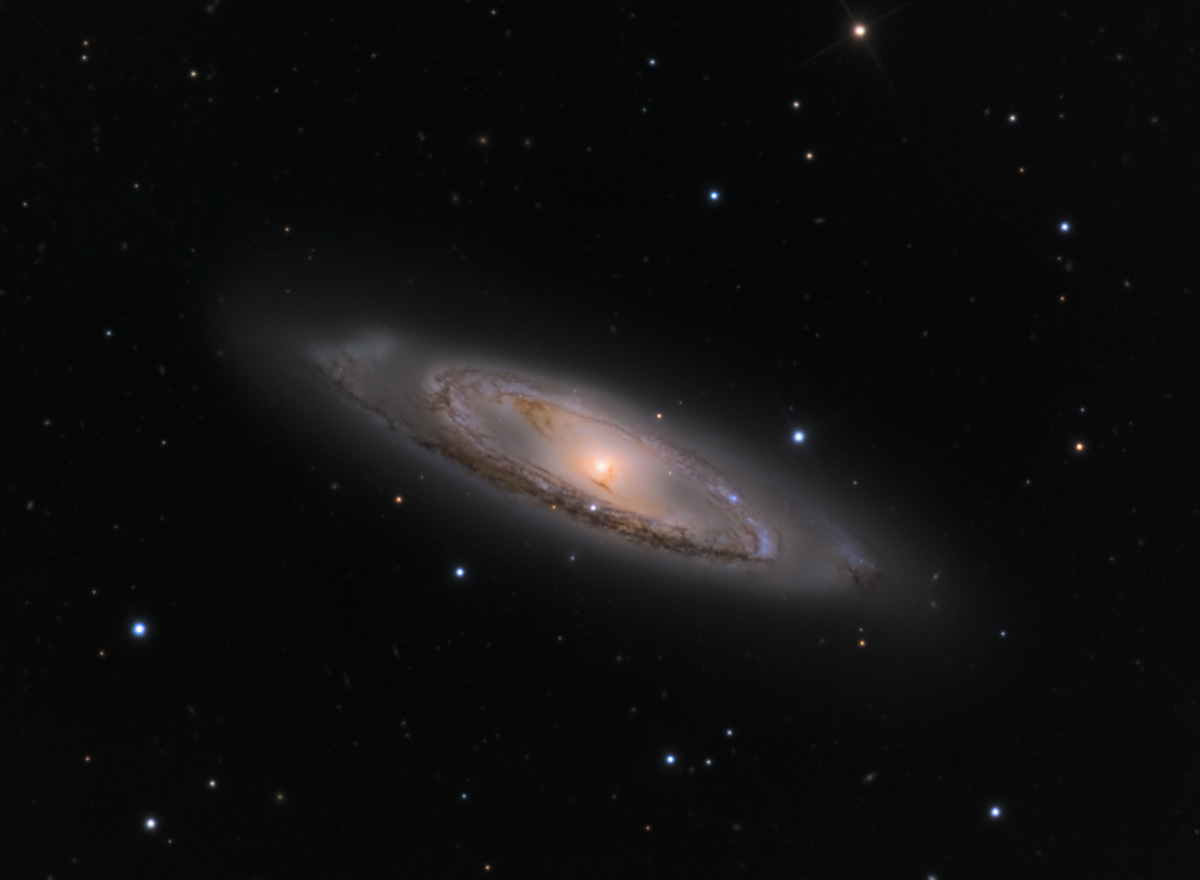
ميسييه 65

مسييه 65 هي عبارة عن مجرة حلزونية تقع في كوكبة الأسد وتبعد عنا 22 مليون سنة ضوئية. اكتشفها شارل مسييه في عام 1780م ووضعها ضمن فهرسه، يبلغ قدرها الظاهري 10,25. وهي جزء من ثلاثية الأسد وهي مجموعة مجرات صغيرة تقع في كوكبة الأسد تتضمن ثلاث مجرات، فالمجرتان الأخرى ين هما: م66 والمجرة إن جي سي 3628.